# Tetraclipeoides testaceiventris
Tetraclipeoides testaceiventris är en skalbaggsart som beskrevs av Henry Clinton Fall 1932. Tetraclipeoides testaceiventris ingår i släktet Tetraclipeoides och familjen Aphodiidae. Inga underarter finns listade i Catalogue of Life.